# A luân cung
A luân cung (danh pháp khoa học: Croton argyratus) là một loài thực vật có hoa trong họ Đại kích. Loài này được Blume mô tả khoa học đầu tiên năm 1826.